# Okres Drač
Okres Drač (albánsky Rrethi i Durrësit) je okres v Albánii. Počet obyvatel je 182 000 (2004), rozloha 455 km². Nachází se na západu země, jeho hlavní město je Drač (Durrës). Další významná města v okresu jsou Shijak a Sukth.

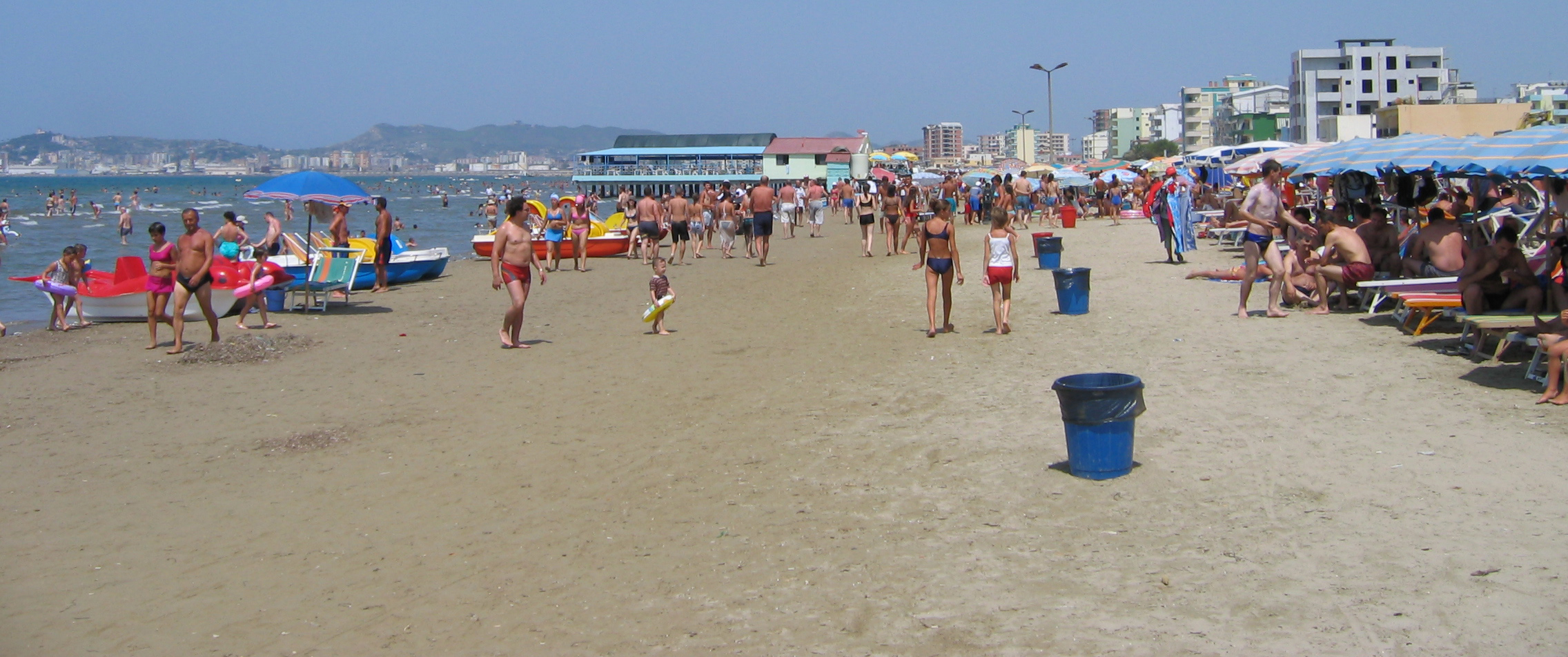
pláž v okrese Drač